# Марщранд
Марщранд (на шведски: Marstrand) е град в югозападната част на Швеция, лен Вестра Йоталанд, община Кунгелв. Разположен е на едноименния остров Марщранд в пролива Категат. Намира се на около 400 km на югозапад от столицата Стокхолм и на около 40 km на северозапад от центъра на лена Гьотеборг. Има малко пристанище. Населението на града е 1319 жители според данни от преброяването през 2010 г.